# Juan José Barcia Goyanes
Juan José Barcia Goyanes (Santiago de Compostela, 26 de diciembre de 1901 - Valencia, 13 de julio de 2003) fue un médico anatomista, pionero de la Neurología, de la Psiquiatría y de la Neurocirugía en España, Decano y Rector en Valencia, escritor y humanista español. Licenciado en Medicina en la Universidad de Santiago de Compostela en 1922, se doctoró en 1925. Es miembro de la quinta generación de médicos, que se han seguido prolongando en el tiempo, la mayoría de ellos profesores de Universidad y dedicados al cultivo de las ciencias neurológicas.Y la cual ha seguido aumentando con dos más.
- Su tatarabuelo: D. Juan Ramón de Barcia y La Cueva (1767-1840)
- Su bisabuelo: D. Juan Ramón de Barcia y Nalda (1825-1902)
- Su abuelo: D. Juan Barcia Caballero (1852-1926)
- Su padre: D. Juan Barcia Eleicegui (1877-1946)
- Él mismo: D. Juan José Barcia Goyanes (1901-2003)
- Su hijo: D. Juan Luis Barcia Salorio (1929-2001)
- Su nieto: D. Juan Antonio Barcia Albacar (n. 1962)
- Su nieto: D. Nacho Duato (n. 1957)

En dos ocasiones acompaña a su padre, que era médico militar, al norte de África, donde inicia su interés por la cultura árabe. Auténtico políglota, hablaba español, gallego, valenciano, portugués, alemán, francés, inglés, italiano, sueco, danés, ruso, griego moderno, árabe y polaco y conocía el griego clásico, el latín, hebreo, sánscrito y persa. Habiendo publicado en la mayoría de estos idiomas.
Su causa de beatificación fue abierta en 2007.

## Biografía
Barcia estudia el Bachillerato y la carrera de Medicina en Santiago de Compostela, España. Inicia la carrera de medicina en enero de 1918, cuando contaba 16 años, al lado de su abuelo Juan Barcia Caballero y desde el primer año fue alumno interno de Anatomía. Terminó la licenciatura en 1922, ya que había adelantado un año, con excelentes calificaciones recibiendo el «premio Rodríguez Abaytúa» de la Real Academia de Medicina al mejor expediente de su país.
En 1925 leyó su tesis doctoral titulada Variedades atávicas y las detenciones en el desarrollo, estudiadas en el maxilar superior de los locos.

## Profesión
Barcia Goyanes obtuvo por oposición la plaza de profesor auxiliar temporal de Anatomía siendo alumno y colaborador del profesor Rodríguez Cadalso, que siempre consideró su maestro en esa rama.
Durante ese tiempo fue médico del sanatorio de Ángel Baltar Cortés, destacado cirujano de Santiago de Compostela que lo inició en la Cirugía. En 1926, cuando todavía no había cumplido los 25 años obtuvo por oposición la cátedra de Anatomía de la Universidad de Salamanca. En 1929 se trasladó a Valencia para ocupar la cátedra de Anatomía. En ese año obtuvo por oposición la plaza de Jefe de Servicio de Enfermedades Nerviosas del hospital de Valencia.
El Hospital General de Valencia era de hecho el hospital Clínico. La Facultad de Medicina estaba adosada a él y los distintos servicios eran dirigidos por los catedráticos de las diferentes asignaturas, con excepción del servicio de Medicina y Cirugía que estaban duplicados y el mencionado de Neuropsiquiatría. Esta es la razón, por la que Barcia Goyanes enseñó Neurología hasta la inauguración del hospital Clínico en las instalaciones actuales en 1966.
En 1930 transformó el servicio de Enfermedades Nerviosas en Servicio de Neuropsiqiatría y Neurocirugía, por lo tanto el primero de España. El 22 de noviembre de 1931, Barcia Goyanes realizó la primera operación neuroquirúrgica en España de que se tenga referencia, abriendo la duramadre, siguiendo las técnicas de Cushing y Dandy.
El estallido de la Guerra Civil le sorprende en Santander, en cuya Universidad de verano había iniciado un curso junto a su entonces alumno Lain Entralgo sobre medicina Psicosomática.
Al terminar la guerra civil española, vuelve a Valencia y allí continua su actividad hasta su muerte. Al crearse el Consejo Superior de Investigaciones Científicas (CSIC), es nombrado Jefe de la Sección de Neurología del Instituto Cajal.
Fundó la Revista Medicina Española, la Revista Española de Neurooftalmología y Neurocirugía. Fundó con otros la Sociedad Luso-Española de Neurocirugía.
Fue además presidente en dos legislaturas de la Sociedad Española de Neurología y de la Sociedad Española de Anatomía y miembro de honor de varias sociedades europeas y americanas. Dirigió numerosas tesis doctorales.
Fue decano de la Facultad de Medicina de Valencia, España, desde 1945 hasta 1964 y durante su gestión se produjo el cambio decisivo en la Facultad. Logró la creación de la nueva Facultad de Medicina. Inauguró el nuevo hospital Clínico. Rescató la biblioteca Histórica, que había fundado su predecesor en el cargo el Rector Nicolás Ferrer Julve y, con la colaboración del profesor López Piñero, creó la nueva biblioteca y Hemeroteca.
Barcia Goyanes fue rector de la Universidad de Valencia en 1965 hasta su jubilación en 1971 y durante su rectorado se produjo una gran expansión de la Universidad.
Organizó numerosos Congresos y Reuniones, del que cabe destacar el Primer Congreso de Historia del País Valenciano, tan controvertido en la época que se organizó. Estuvo en posesión de numerosas condecoraciones y distinciones. Y por último, fue un excelente poeta y deportista.

## Obra científica

### Anatomía
Las ideas fundamentales del pensamiento publicado por Barcia Goyanes se contienen ya en su temprana Monografía Los fundamentos científicos de la Anatomía. La vida el sexo y la herencia, publicada en 1928 que es en la acutualidad considerada, según López Piñero, como un hito fundamental de la morfología en la España del siglo XX.
En relación con este tema, publicó una serie de artículos y algunas de las ideas fundamentales se contienen también en su tesis doctoral, publicada en 1925. Dicha tesis sobre Las variedades atávicas y las detenciones en el maxilar superior de los locos, interesa por la excelente discusión entre lo que debe entenderse por signos de degeneración y por signos atávicos (una confusión característica de la época). Por haber descrito en el maxilar superior un hueso, que el denominó Hueso incisivo superior, que algunos anatómicos le han propuesto llamar "Hueso Barcia", que por las características observadas le permiten concluir que es una variedad que se ajusta a la hipótesis de Le Double (1906) de que se trata de una variación regresiva que implica una detención del desarrollo. Y, que es la conclusión principal, que de las observaciones realizadas en los cráneos de los pacientes con Esquizofrenia, se deduce que las variaciones observadas indican que en estos pacientes hay un "retraso en el desarrollo" del cráneo.
El planteamiento de la anatomía para Barcia Goyanes, trasciende la "anatomía del cadáver" y comprende el cuerpo humano como "totalidad viviente".
Barcia Goyanes también importa por la actualización de numerosos aspectos de la Anatomía del sistema nervioso. Destacando los trabajos sobre el tálamo óptico (1947), el más importante, de la anatomía del lóbulo temporal (1950), la vía auditiva (1954) y el titulado La operación de Ebin y nuestras ideas sobre la vía piramidal (1950), una espléndida lección de neurofisiología que se adelanta años a las interpretaciones actuales sonre la organización del sistema nervioso.
Pero la aportación fundamental de Barcia Goyanes a la Anatomía, se refiere al lenguaje anatómico. Su obra básica es Onomatología Anatómica Nova. Historia del Lenguaje Anatómico, en 9 Tomos, editada por la Universidad de Valencia. Esta obra recibe el nombre en homenaje al gran anatómico y humanista austriaco Joseph Hyrtl y su obra inacabada Onomatología Anatómica, en la que pretendía una renovación del lenguaje anatómico.
La intención del doctor Barcia Goyanes fue más ambiciosa, analizando el significado y el origen histórico de los términos anatómicos. Analizó más de 5.000 términos, 4.799 términos tomados del latín y del griego y 916, en el noveno tomo, procedentes del árabe o hebreo, que fueron más tarde traducidos al latín o gozaron del algún predicamento.
En esta publicación se da a cada término su definición etimológica, sinonimia e historia. Y cada término es además traducido a las lenguas más cultas, además del español, al portugués, francés, italiano, inglés, alemán, holandés, sueco, ruso, polaco, griego, árabe y hebreo. Esta obra es un auténtico diccionario anatómico, pero incluye numerosos estudios históricos. Esta obra alcanzó una gran difusión entre los expertos de España y del extranjero. Así la primera autoridad en la historiografía médica, E.H. Ackerknech escribió en la Revista Gesnerus, la más importante de crítica histórica médica, que Barcia Goyanes deja en la sombra, en todos sus aspectos, tanto las obras más antiguas como las más modernas de Skinner y Wain, calificando la obra como un "hito histórico".
El análisis de la terminología anatómica lo llevó a publicar numerosos artículos sobre el lenguaje anatómico, en donde destacan los trabajos relacionados con la Medicina árabe y sus Monografías, la Anatomía en la Biblia y El Mito de Vesalio.
Sobre sus análisis sobre el Concepto de Forma, realiza dos trabajos fundamentales, Orientaciones actuales de la morfología (1949) y La expresión histórica del concepto de forma en Biología (1962), que es una lección fantástica de análisis histórico, describiendo lo que llamó la posición galénica, que se opone a las tradicionales de Platón y Aristóteles, que ofrece la mejor base para entender al hombre como ser vivo.

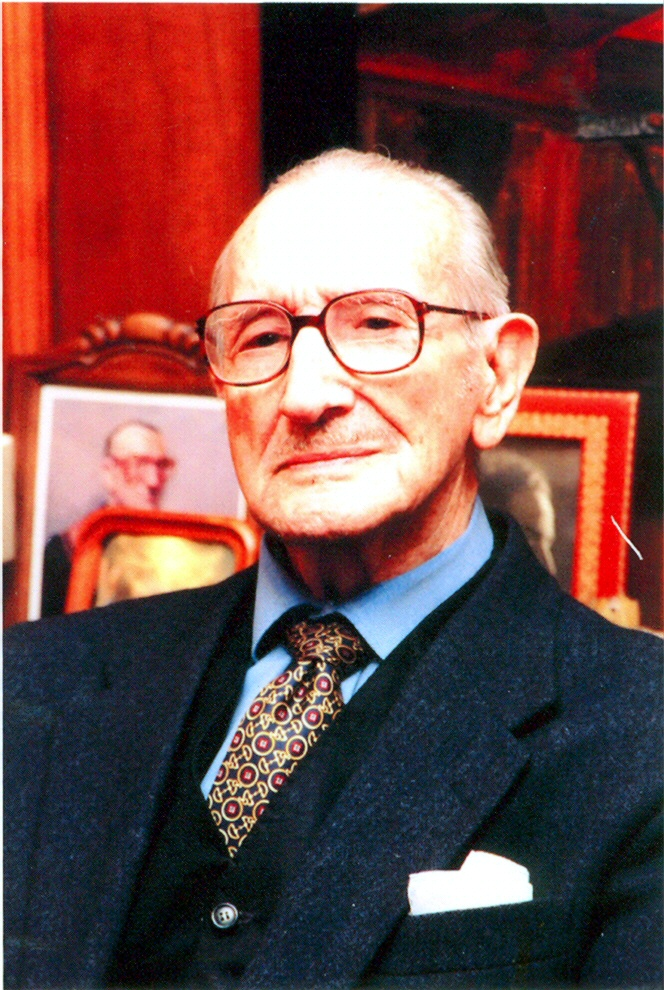
Retrato del Doctor Juan José Barcia Goyanes

### Neuropsiquiatría y Neurocirugía
Barcia Goyanes accede a la Cátedra de Anatomía de la Universidad de Salamanca en 1926 y allí se encarga de la docencia de Neuropsiquiatría de la licenciatura de Medicina y publica una serie de artículos sobre aspectos psiquiátricos, desde una perspectiva psicodinámica.
En 1929 se traslada a Valencia donde ocupa la plaza de catedrático de Anatomía y oposita a la plaza de jefe de "Servicio de Enfermedades Nerviosas", del Hospital Provincial.
Este Servicio el es primero en el mundo en el que en un Hospital General se atiende a los enfermos Neuropsiquiátricos.
Barcia Goyanes transforma el Servicio en 1931 con el nombre de Servicio de Neuropsiquiatría y Neurocirugía, al que añadió la Sección de Neurología del Instituto Ramón y Cajal del CSPC y una serie de Secciones. Y allí, en ese Servicio, trabajaron y se entrenaron, cultivadores de distintas especialidades relacionadas con el Sistema Nervioso (El Servicio de Neuropsiquiatría y Neurocirugía es en realidad un Servicio de Ciencias Neurológicas, adelantándose años a la tendencia actual).

### Aportaciones a la neurocirugía
Barcia Goyanes es el verdadero introductor en España de la Neurocirugía, por varias razones:
- Por haber sido el primero en España en abrir la dura madre, según técnica de Cushin, en 1931.
- Por haber iniciado la formación sistemática de especialistas en la materia. Que culmina con su hijo Juan Luis Barcia Salorio, como primer catedrático de Neuropriquiatría de nuestro país.
- Por haber creado en 1944 la primera Revista de la especialidad y por haber fundado, junto con Almeida Lima y Vasconcelos Marqués de Portugal y Obrador, Ley y Tolosa de España la Sociedad Española de Neurocirugía (la segunda del mundo, detrás de la norteamericana), de la que fue el segundo presidente después del premio Novel, Egas Moniz.
- Durante la guerra Civil funda en La Coruña, en el Hospital Labaca, el primer hospital de Guerra en el mundo, dedicado exclusivamente a lesiones neuroquirúrgicas.

Realizó una serie de aportaciones a la técnica de la Venticulografía, que en 1918 había propuesto Dandy, pero por vía parietal.
Además propone sustituir la punción directa y utiliza un corcho, que es perforado con una aguja incandescente y a través de ello se punciona el cerebro.
Un tema candente en la época era la hipertensión endocraneal causada por los tumores cerebrales, que además de poner en peligro la vida del enfermo, entorpecía la acción quirúrgica. Barcia Goyanes propone la utilización de agua destilada fría. Finalmente propone utilizar la ventriculografía para reducir la hipertensión producida por los Tumores, dejando un cateter. Y en 1955 utiliza Arfonat, con esa finalidad
En la época que se inició la neurocirugía en España no había en ningún hospital bancos de sangre, situación que se agravó con la posguerra y el problema de la coagulación la suplió Barcia Goyanes con el Dr. Montoro, logrando fabricar espuna de fibrina. Una preocupación constante fue dotar el Servicio con métodos de exploración que pudiera objetivar las lesiones del sistema nervioso. Por eso se crea una Sección de oftalmología, que pronto dio sus frutos en una serie de trabajos. Con la colaboración de Juan Luis Barcia especialmente desarrolla la Arteriografía.
Pero la aportación fundamental fue la creación y desarrollo de un método de exploración de la circulación celebral, la Palencefalografía, realizada con sus colaboradores W. Calvo y Juan Luis Barcia, llamada así del griego palein (vibración) ya que consistía en la recogida de las vibraciones cerebrales que se producen con la entrada de la sangre.
La primera publicación ocurrió en 1956 (cfr "Un nuevo métofo de exploración del encéfalo: La palencefalografía"), al que siguieron otras publicaciones en revistas nacionales y extranjeras y sirvió para realizar varias tesis doctorales. La importancia del método residía en la posibilidad de explorar la circulación cerebral de modo incruento, por lo que adquirió difusión en USA, ya que en esa fecha no era posible.
En el estudio de los tumores cerebrales, es conocido que, en contra de otras especialidades quirúrgicas, la neurocirugía empieza con el abordaje de la patología tumoral y esta es la razón de por qué Barcia Goyanes pronto se ocupara de estos temas. En 1934 publicó una serie «Tumores cerebrales», mostrando una mortalidad del 21% idéntica a la de Cushing, que era del 23%. En 1941 publica una monografía Los tumores cerebrales. La primera en España en la que incluye abundante casuística personal, poniendo al día esta patología.
En colaboración con W. Garra crea en el CSIC, una Sección de Neuropatología, que adquiere notable significación nacional e internacional. Al punto de que el Instituto Rockefeler solicita la colaboración del profesior Barcia Goyanes, quien cede por unos años al profesor Calvo. Y durante una temporada el profesor Zülch de Bonn remite a Barcia Goyanes especímenes tumorales para que sean estudiados en su servicio y muchos de ellos se publican en la famosa monografía sobre Tumores del profesor alemán.
Las aportaciones más interesantes de Barcia Goyanes en el campo de los tumores cerebrales se refieren a sus estudios sobre Meningiomas: la técnica de extirpalos. Pero también aporta otras observaciones, como meningiomas sin fijación en las meninges, meningiomas del foramen yugulare o malignización de meningiomas. En relación con lo anterior, Barcia Goyanes aísla, junto con Calvo Garra un tipo de tumor que denomina "Fibroma de plexos coroides".
Un tema que le ocupó tempranamente fue el de los tumores de IV ventrículo, glioblastomas (1935) y los meduloblastomas. Al respecto G. Marañón propuso llamar "signo de Barcia Goyanes" al vómito en escopeta, con ausencia de otra sintomatología, al inicio de estos tumores en niños. Una patología de la que se ocupó en varios artículos es el de la Hidatidosis cerebral y el de la Cisticercosis; patologías ya desaparecidas en España. Y que al tema de los tumores cerebrales dedicó varios trabajos, cuyo estudio es exponente de una clara preocupación de información.

### Aportaciones a la neurología

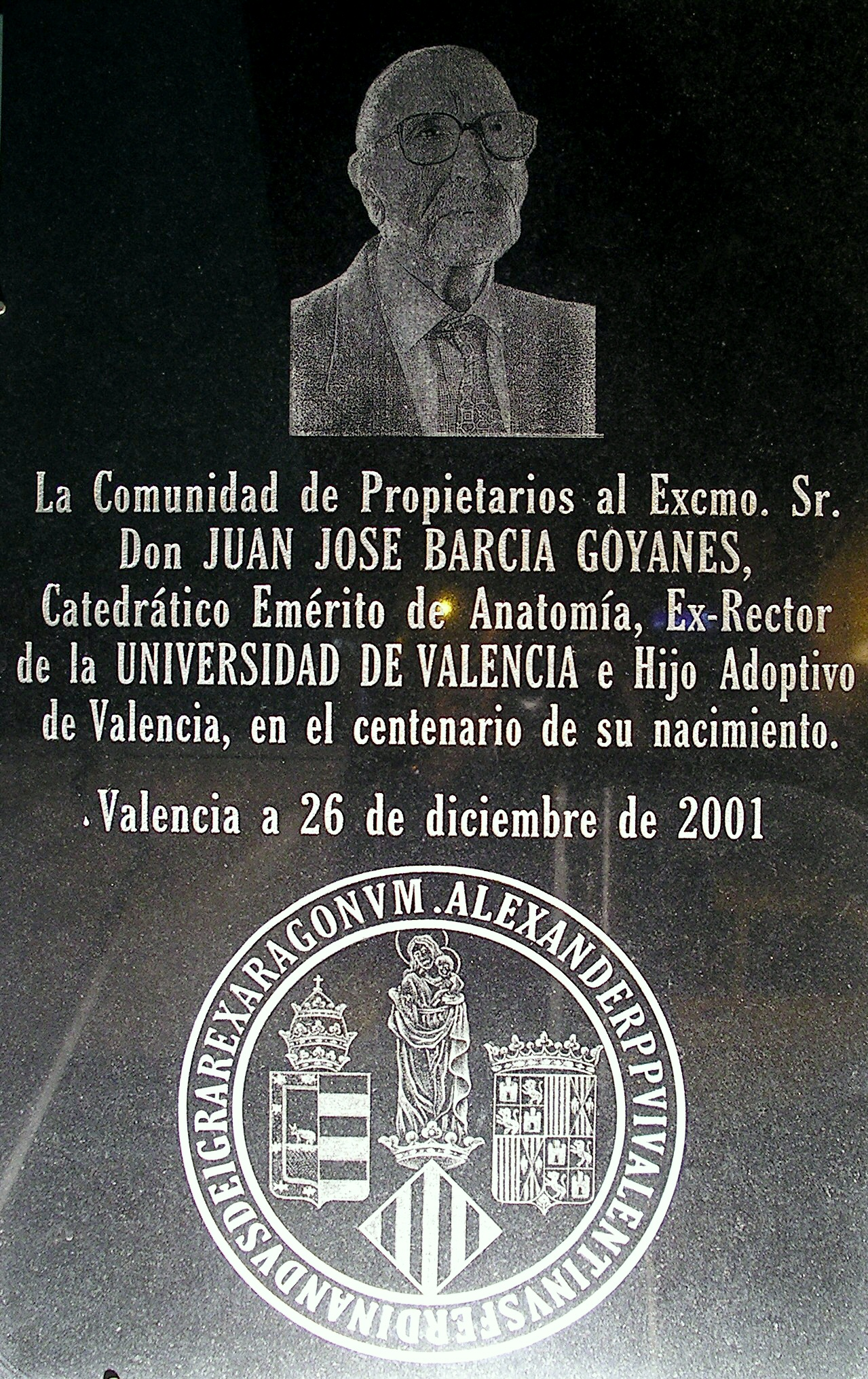
Placa conmemorativa al doctor Barcia Goyanes en la finca donde vivió, en Valencia, España

Sus estudios sobre el dolor y su tratamiento: El tema del dolor lo abordó desde diferentes perspectivas.
por lo que se refiere al dolor destanca el trabajo publicado en 1964 (cfr. Evolución de nuestras ideas sobre el dolor) porque es en esa fecha cuando comienza a conocerse hechos decisivos al modo como en la actualidad se plantea su significado. El dolor deja de ser una experiencia, para ser entendida como un lenguaje que debe ser aprendido. Barcia Goyanes comenta muchos de los estudios de aquella época y hace una interpretación de aspectos del papel de la corteza a partir de su propia experiencia con la leucotomía unilateral.
La segunda publicación es un bello trabajo donde analiza los términos utilizados en diferentes lenguas (cfr. La expresión del dolor y la enfermedad en las diferentes lenguas, 1977), donde utilizando la variedad de idiomas y lenguas por él conocidas, estudia los términos que se utilizan para designar el dolor en diferentes lenguas e indaga el origen de las mismas. Sus conclusiones son interesantes para una indagación antropológica de la enfermedad humana.
El dolor es una experiencia primaria, porque no ha necesitado de una elaboración conceptual y ello justifica que los términos utilizados por los primitivos, de los cuales derivas muchas de las expresiones actuales, procedan no de palabras sino de sonidos. Sólo algunos derivan de experiencias penosas producidas por el dolor, tales como pena, castigo, miseria; algunos de las cuales tienen un profundo sentido como ha mostrado la investigación psicoanalítica.

## Publicaciones
- El mito de Vesalío Escrito por Juan José Barcia Goyanes (1994).
- Cinc segles i un dia Escrito por Juan José Barcia Goyanes (2000).
- Onomatología anatómica nova: historia del lenguaje anatómico Escrito por Juan José Barcia Goyanes (1978).
- Los fundamentos científicos de la anatomía: La vida, el sexo y la herencia Escrito por Juan José Barcia Goyanes. Editado por Javier Morata, Madrid,(1928).
- Los tumores cerebrales Escrito por Juan José Barcia Goyanes (1941).
- La nómina anatómica de Jena (I. N. A.): y su concordancia con la nomenclatura anatómica usada en España Escrito por Juan José Barcia Goyanes, Carlos Recio Amat (1948).
- Las correcciones de Vesalio a la Anatomía de Galeno (1980). Med. Esp. 79: 1-16.